# Sky100
Sky100 (chinesisch 天際100 / 天际100 – „Horizont 100“), offiziell seit dem 8. November 2011 in Sky100 Hong Kong Observation Deck (天際100香港觀景台 / 天际100香港观景台,  Tiānjì Yī Bǎi Xiānggǎng Guānjǐngtái, Jyutping Tin1zai3 Jat1 Baak3 Hoeng1gong2 Gun1ging2toi4) unbenannt, ist eine 360-Grad-Innen-Aussichtsplattform auf dem etwa 3000 m² großen 100. Obergeschoss des International Commerce Centre in West Kowloon, Hongkong, die von der internationalen Architekturfirma Kohn Pedersen Fox entworfen wurde. Seit der Eröffnung am 17. April 2011 ist es die höchste Aussichtsplattform in Hongkong mit 393 Meter über dem Meeresspiegel.
Sky100 befindet sich zwei Ebenen unter dem Ritz-Carlton-Hotel im selben Gebäude. Besucher erreichen die Aussichtsplattform mit Hochgeschwindigkeitsaufzügen, welche die Strecke vom Eingang im zweiten Stock bis zum 100. Stockwerk innerhalb von 60 Sekunden zurücklegen.
Das Sky100 Advanced Telescope bietet „sunny day setting“, vorher aufgezeichnete Aussichten an hellen Tagen, sowie Anzeigen auf dem Bildschirm, die auf Sehenswürdigkeiten hinweisen. Andere Einstellungen zeigen Nachtaufnahmen und Feuerwerke. Interaktive Touchscreens auf der Aussichtsplattform bieten Fakten, Tipps und einen Tourenplaner.
Das Deck bietet einen Panoramablick auf Hong Kong Island, Großansicht der Halbinsel Kowloon und je nach Wetterbedingungen Aussicht auf den Höhenrücken Kowloons, der den Stadtteil seinen Namen gab, sowie den 957 m hohen Tai Mo Shan, Hongkongs höchste Erhebung als auch die Sonderverwaltungszone Macau. Weitere zu erblickende Sehenswürdigkeiten sind die Tsing-Ma-Brücke und der Flughafen. Es gibt ein Café, das lokale Snacks und Erfrischungen sowie ein Restaurant mit internationaler Küche auf der 101. Etage bietet.

## Race to ICC-100
Der Race to ICC-100 - SHKP Vertical Run for the Chest ist ein seit 2012 ausgerufener jährlicher Treppenlaufwettbewerb im ICC-Hochhaus zur Spendensammlung für den gemeinnützigen Geldfonds der lokalen Wohlfahrtsorganisation The Community Chest of Hong Kong (香港公益金). Das Treppenrennen für den wohltätigen Zweck findet meist Anfang Dezember zum Jahresende statt. Der Lauf startet im Treppenhaus des 8. Obergeschoss und endet im 100. Obergeschoss am Sky100 Aussichtsplattform.

## Bilder

Sky 100 – Innen
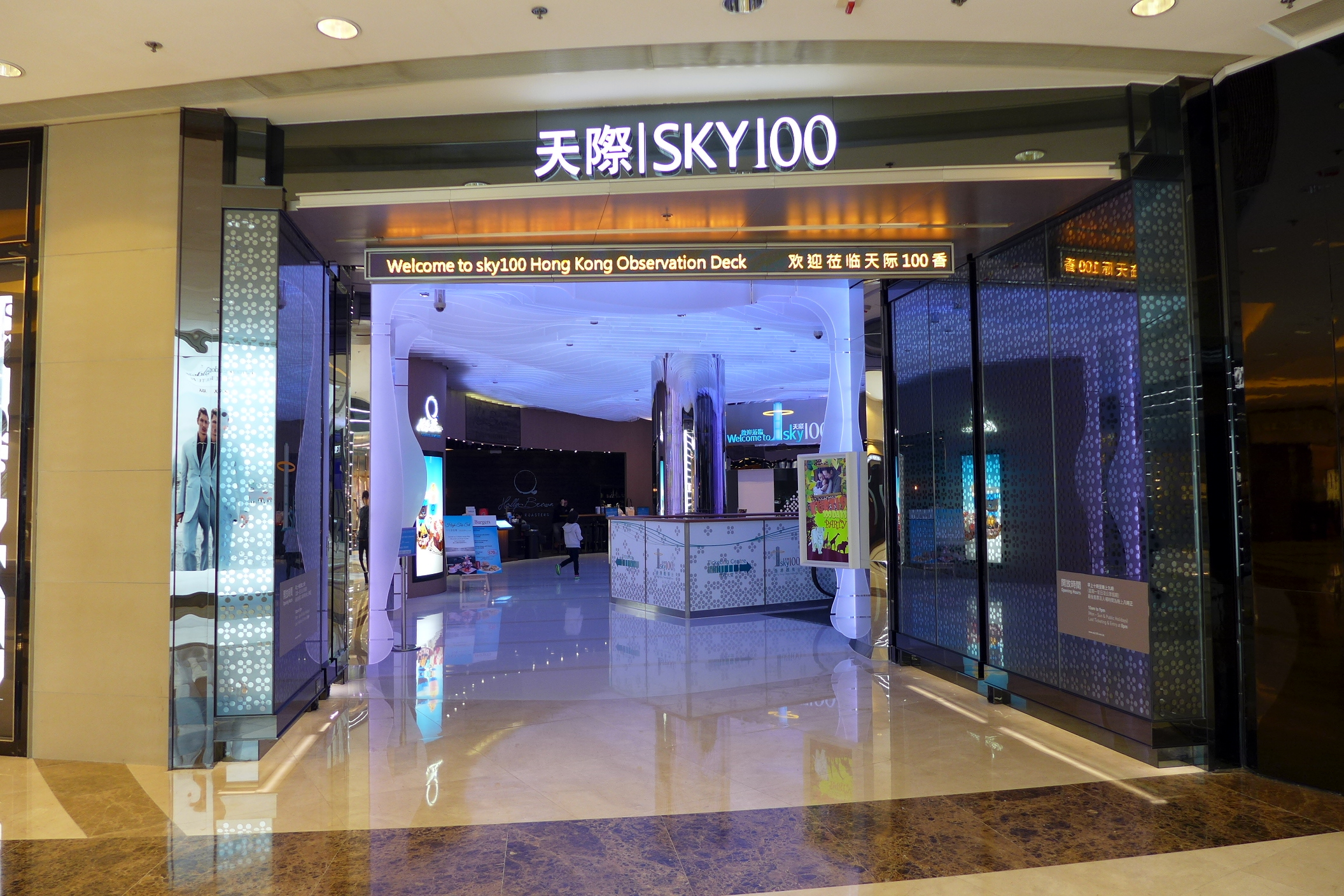
Sky100 – Eingangsbereich, 2015
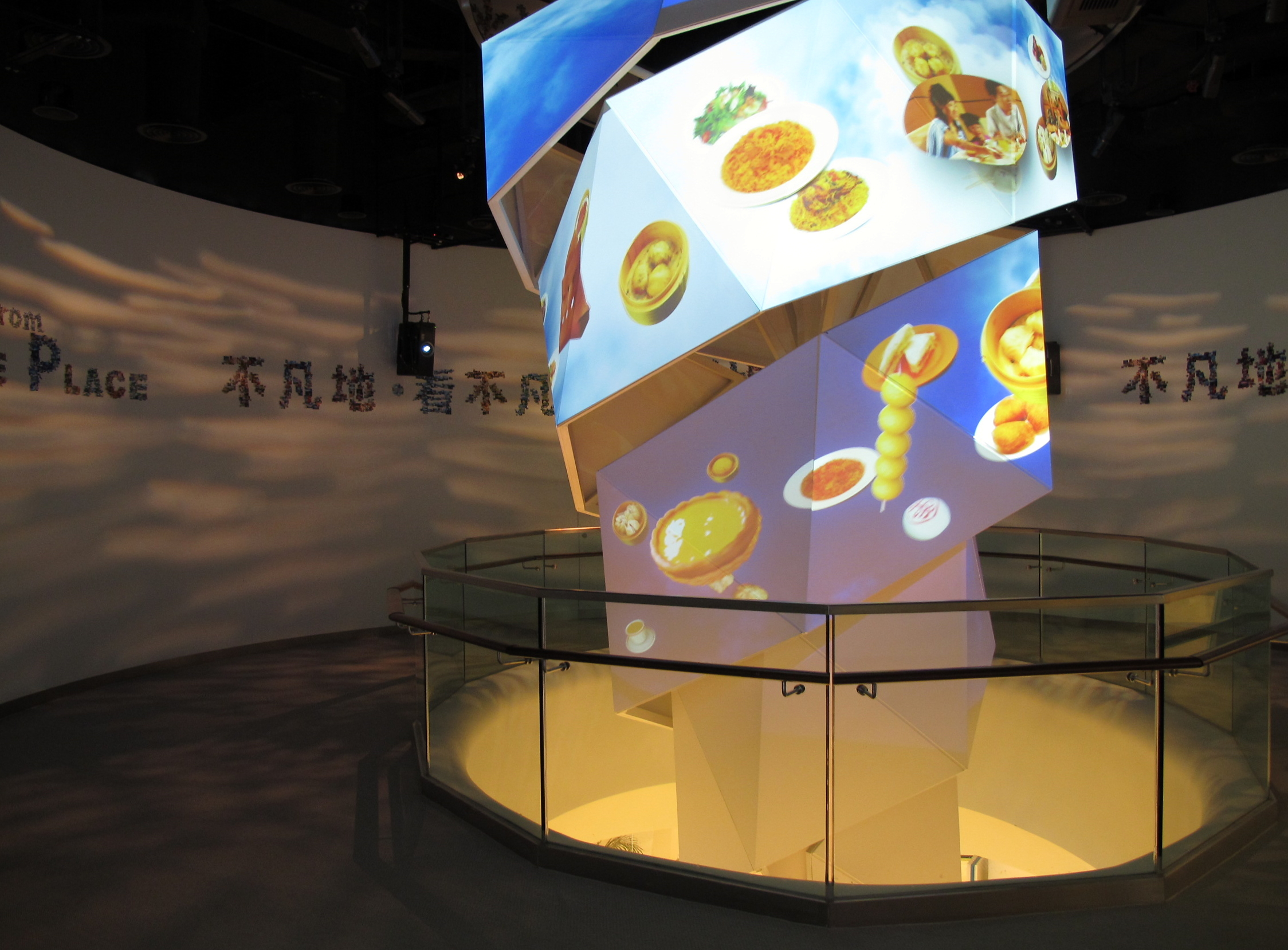
Ausstellung (Ebene 2),  2011
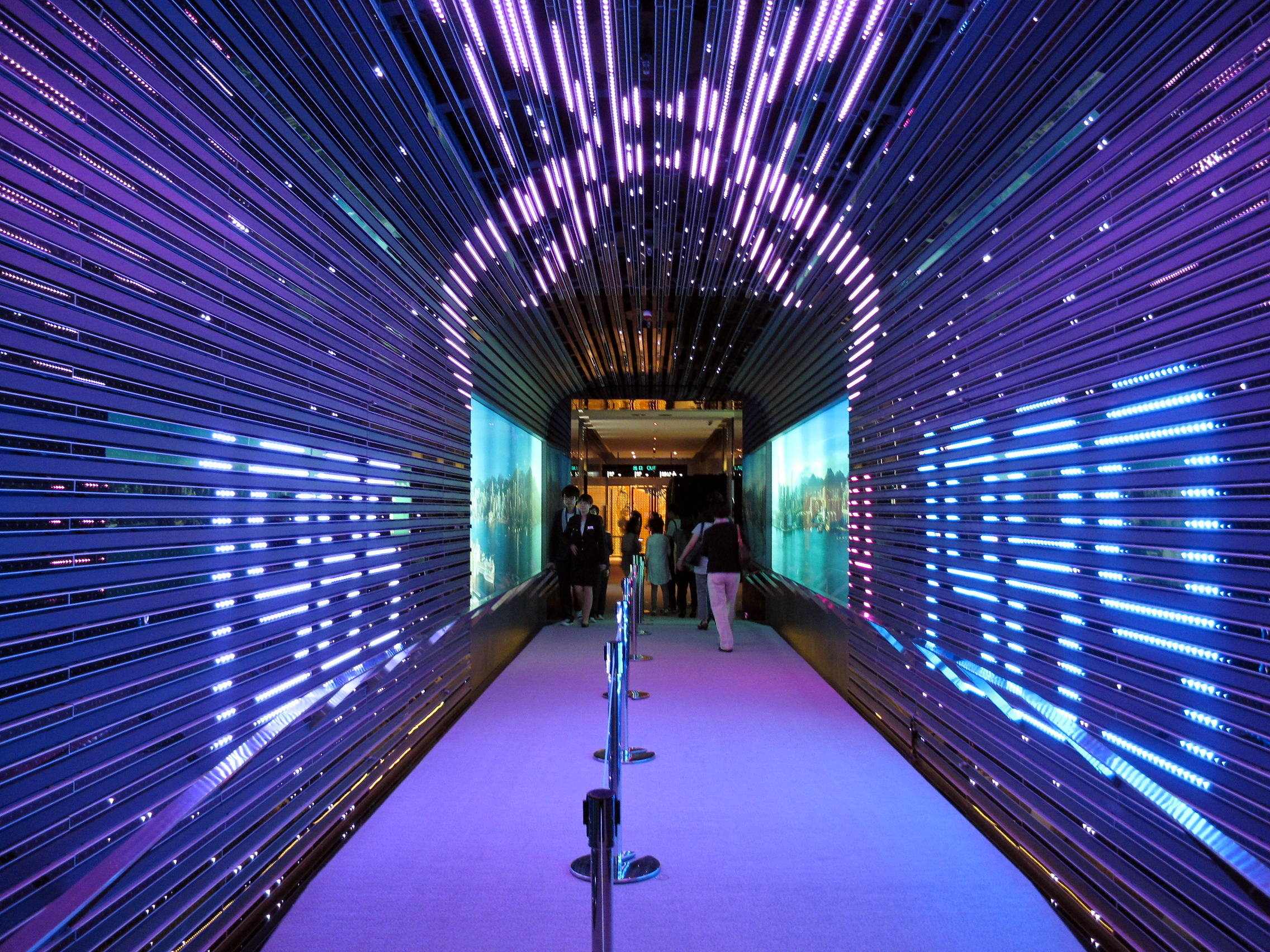
Time-tunnel (Ebene 2),  2011
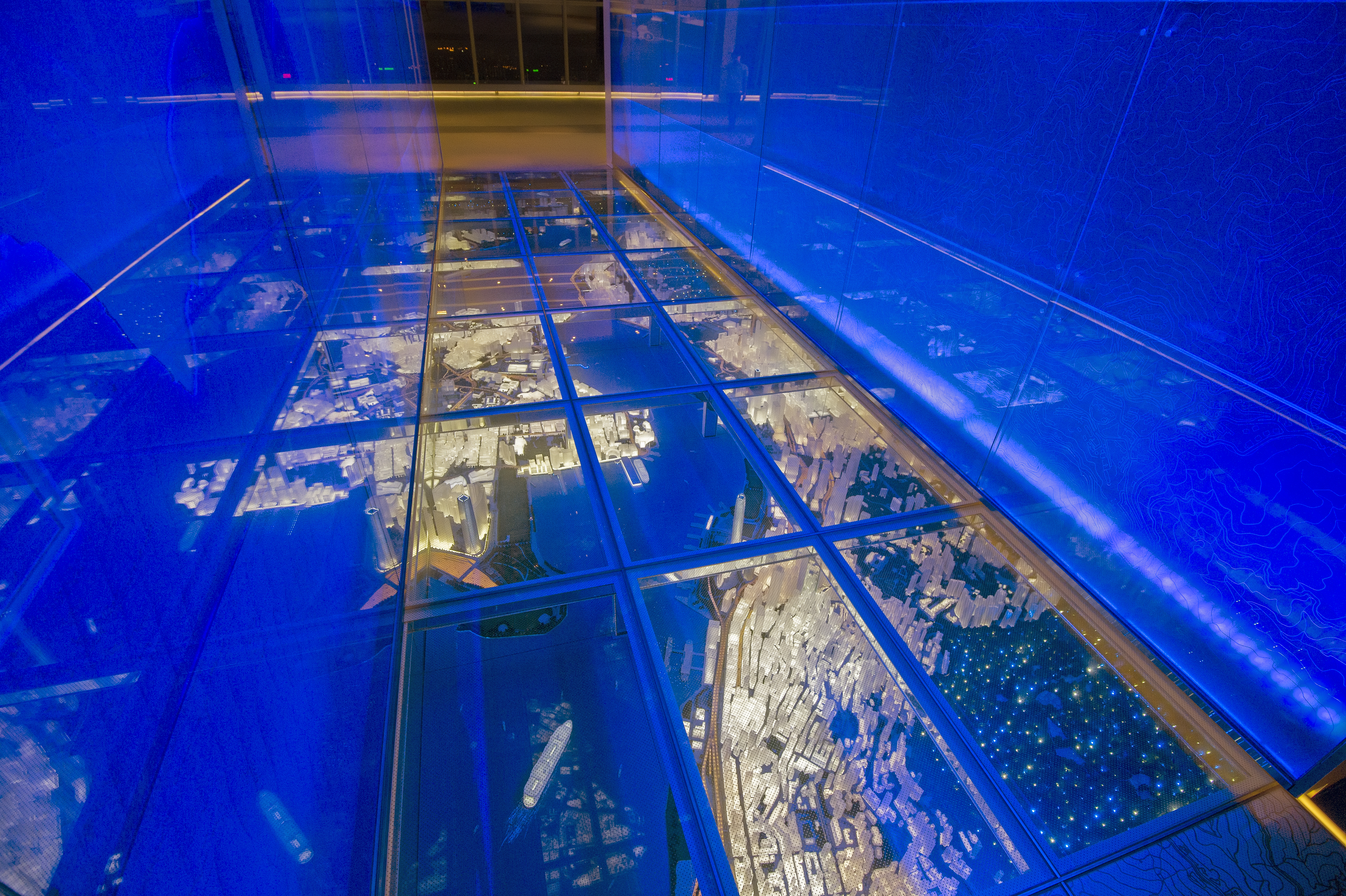
Gläserner Flurboden,  2018
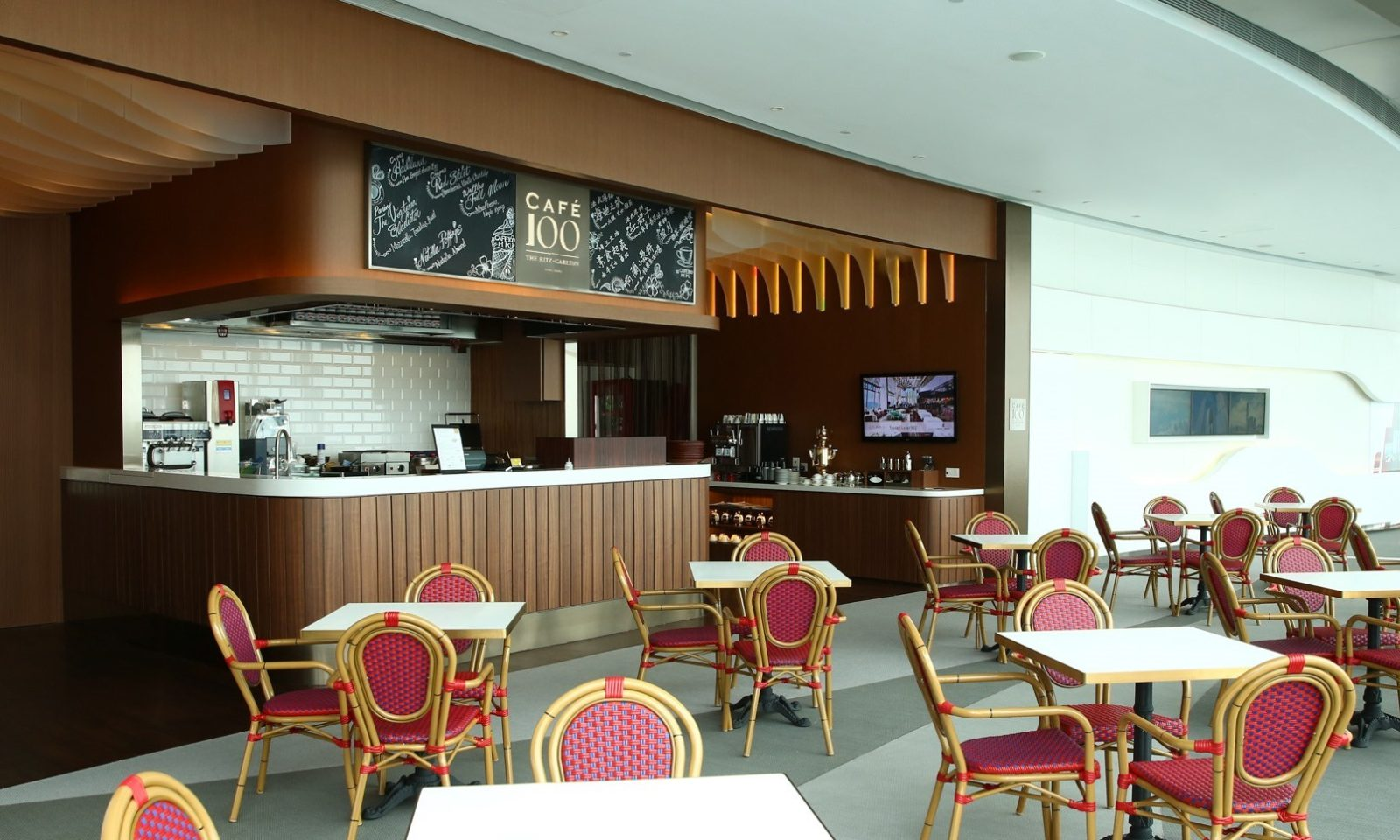
Cafe 100 (101. OG), 2017
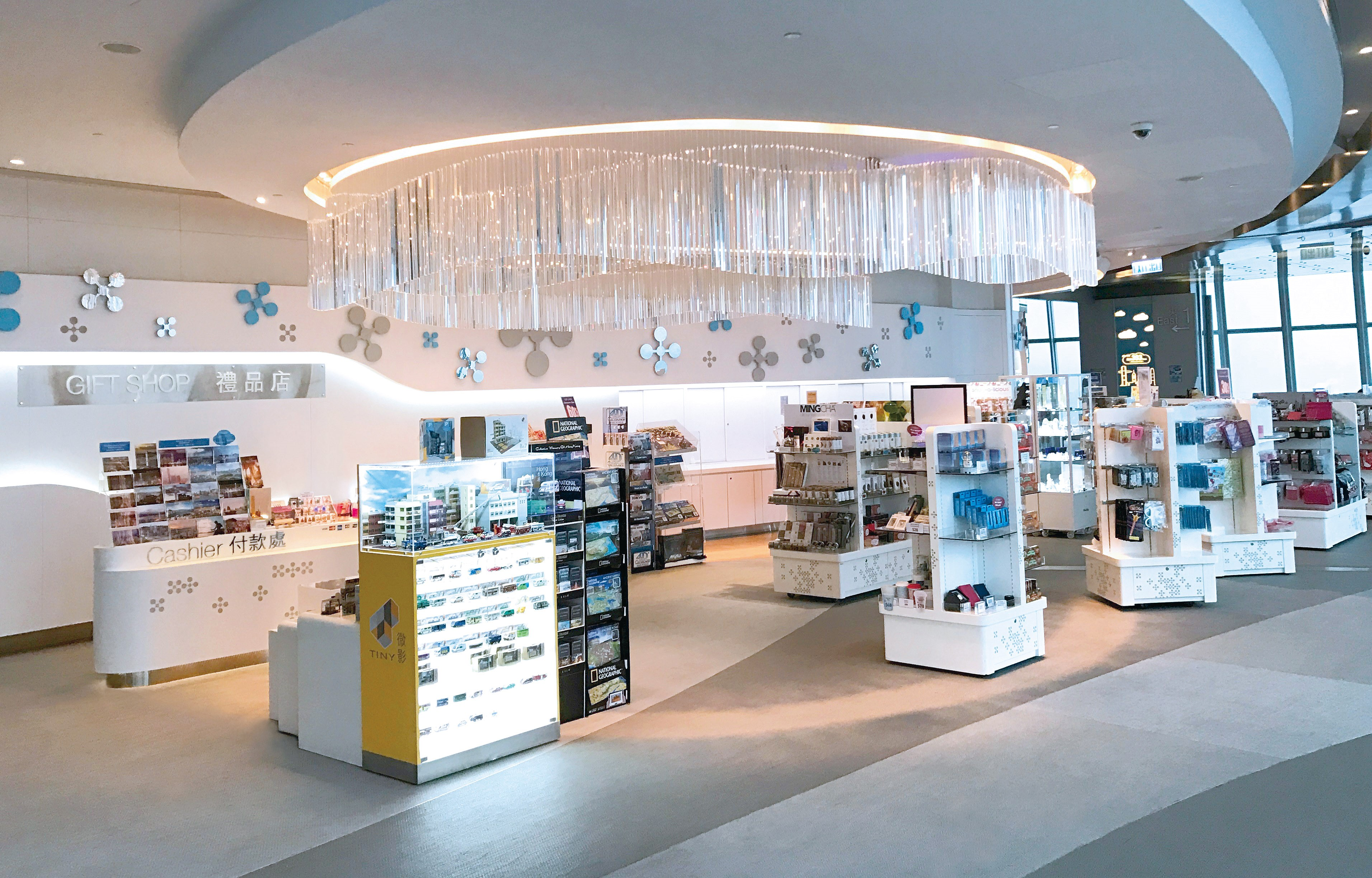
Sky100 – Souvenirgeschäft, 2018